# وزارت خاندان امپراتوری
وزارت خاندان امپراتوری (به ژاپنی: 宮内省, Kunai-shō)، یک بخش از دولت قرن هشتم ژاپن ژاپن از دربار امپراتوری در کیوتو، در دوره آسوکا تأسیس شد و در دوره هی‌آن رسمیت یافت. این وزارتخانه در دوره میجی دوباره سازماندهی شد و تا سال ۱۹۴۷ وجود داشت، قبل از اینکه توسط آژانس خاندان امپراتوری جایگزین شود.